# Neomochtherus fuscifemoratus
Neomochtherus fuscifemoratus är en tvåvingeart som först beskrevs av Macquart 1838.  Neomochtherus fuscifemoratus ingår i släktet Neomochtherus och familjen rovflugor.
Artens utbredningsområde är Kanarieöarna. Inga underarter finns listade i Catalogue of Life.